# Triple Crown (travsport)
Triple Crown är ett stort evenemang inom travsporten och består av tre separata lopp som ursprungligen löps av 3-åriga hästar. Termen Triple Crown används mest i USA, men även i Frankrike. Termen används även inom galoppsport och passgångssport.

## USA
Triple Crown eller Triple Crown of Harness Racing for Trotters inom amerikansk travsport, består av följande lopp:
- Hambletonian Stakes, som körs på Meadowlands Racetrack i East Rutherford i  New Jersey.[1]
- Yonkers Trot, som körs på Yonkers Raceway i Yonkers, New York.[2]
- Kentucky Futurity, som körs på The Red Mile i Lexington, Kentucky, Kentucky.[3]

När en travare vinner samtliga dessa tre lopp under sin treåringssäsong innebär det att hästen får en Triple Crown. Under perioden 2006-2016 var det Stefan Melanders Nuncio som var närmast att ta en Triple Crown då han kom tvåa, slagen med en halv längd av Trixton, i 2014 års upplaga av Hambletonian Stakes. Nuncio vann sedan både Kentucky Futurity och Yonkers Trot.
Även Åke Svanstedts Six Pack har varit nära att ta en Triple Crown, då denne vunnit både Yonkers Trot och Kentucky Futurity under 2018. När Six Pack vann Kentucky Futurity gjorde han det på tiden 1:49,1 (1,07,9), vilket var det snabbaste en treåring någonsin sprungit. Tyvärr galopperade hästen i försöksheatet till Hambletonian Stakes.
Nio travare har lyckats med bedriften sedan 1955.
| # | År   | Häst              | Efter        | Kusk                          | Tränare              |
| - | ---- | ----------------- | ------------ | ----------------------------- | -------------------- |
| 1 | 1955 | Scott Frost       | Hoot Mon     | Joe O'Brien                   | Joe O'Brien          |
| 2 | 1963 | Speedy Scot       | Speedster    | Ralph N. Baldwin              | Ralph N. Baldwin     |
| 3 | 1964 | Ayres             | Star's Pride | John F. Simpson, Sr.          | John F. Simpson, Sr. |
| 4 | 1968 | Nevele Pride      | Star's Pride | Stanley Dancer                | Stanley Dancer       |
| 5 | 1969 | Lindy's Pride     | Star's Pride | Howard Beissinger             | Howard Beissinger    |
| 6 | 1972 | Super Bowl        | Star's Pride | Stanley Dancer                | Stanley Dancer       |
| 7 | 2004 | Windsong's Legacy | Conway Hall  | Trond Smedshammer             | Trond Smedshammer    |
| 8 | 2006 | Glidemaster       | Yankee Glide | George Brennan, John Campbell | Blair Burgess        |
| 9 | 2016 | Marion Marauder   | Muscle Hill  | Scott Zeron                   | Paula Wellwood       |

## Frankrike
Inom fransk travsport består Triple Crown av följande lopp:
- Prix d'Amérique
- Prix de France
- Prix de Paris

Alla dessa lopp körs på Vincennesbanan under det franska vintermeetinget. En häst som segrar i dessa tre lopp under samma vinter får en Triple Crown och bonus på 300 000 euro. Fyra hästar har lyckats med bedriften sedan starten. Hästen Gelinotte tog hem Triple Crown två år i rad.
| # | År   | Häst       | Efter      | Kusk              | Tränare           |
| - | ---- | ---------- | ---------- | ----------------- | ----------------- |
| 1 | 1956 | Gelinotte  | Kairos     | Charlie Mills     | Charlie Mills     |
| 1 | 1957 | Gelinotte  | Kairos     | Charlie Mills     | Charlie Mills     |
| 2 | 1959 | Jamin      | Abner      | Jean Riaud        | Jean Riaud        |
| 3 | 1976 | Bellino II | Boum III   | Jean-René Gougeon | Maurice Macheret  |
| 4 | 2017 | Bold Eagle | Ready Cash | Franck Nivard     | Sébastien Guarato |